# Carmen de Burgos
Pour les articles homonymes, voir Burgos (homonymie).
Carmen de Burgos y Seguí née à Almería le 10 décembre 1867 et morte à Madrid, 9 octobre 1932 est une journaliste, écrivaine, traductrice et militante des droits des femmes espagnoles. Connue sous le nom de Colombine, elle a également signé avec d'autres pseudonymes tels que « Gabriel Luna », « Périco de los Palotes », « Raquel », « Honorine » ou « Marianela ». Elle appartient à la génération de 98, elle est considérée comme une des premières journalistes professionnelles en Espagne et en langue castillane de par sa condition de rédactrice en chef du journal madrilène Diario Universal en 1906.

## Biographie

### Jeunesse et étude
María del Carmen Ramona Loreta de Burgos et Seguí  est la première fille de dix enfants de José de Burgos et Cañizares et de son épouse Nicasia Seguí et Nieto. Elle grandit à Rodalquilar (Níjar), où son père est propriétaire de terres, de mines et de la ferme La Unión. Elle reçoit la même éducation et la même culture que ses frères.2 En 1872, son père est nommé vice-consul du Portugal en Espagne, dépendant du consulat de Cadix.
En 1883, à l'âge de 16 ans et contre l'avis de son père, elle épouse Arturo Álvarez y Bustos, peintre et journaliste bohémien, douze ans plus âgé qu'elle. C'est le fils de Mariano Álvarez y Robles, gouverneur civil d'Almería, qui est également propriétaire de l'imprimerie qui imprime le journal principal de la capitale. Cela permet à Carmen de se familiariser avec le monde de la presse dès son plus jeune âge, en collaborant à différents aspects de l’impression. Elle publie ses premiers articles dans le magazine satirique Almería Bufa, dirigé par son mari. En juin 1895, elle obtint le titre d'enseignant de l'enseignement primaire et en 1898 celle de l'enseignement supérieur à Madrid. En 1901, elle obtint une place à l'École normale des professeurs de Guadalajara.

### Journalisme et engagement
À partir de 1902, elle collabore avec le journal El Globo dans lequel elle écrit une chronique intitulée Notas mujeres qui analyse des thèmes tels que « Les femmes et le suffrage » ou « L'inspection des usines de travailleurs ». En 1903, Augusto Suárez de Figueroa fonde le journal Diario Universal et l'engage pour publier une chronique quotidienne intitulée Lecturas para la mujer, sous le pseudonyme « Colombine », qu'il suggère lui-même. C'est la première fois en Espagne qu'une femme est reconnue comme journaliste professionnelle. Dans sa chronique, Carmen de Burgos parlait de modes et de manières, mais introduit des idées qui sont déjà populaires dans d’autres pays européens. Elle fait campagne pour légaliser le divorce, ce qui lui vaut de l'admiration de Francisco Giner de los Ríos et de Blasco Ibáñez, mais des attaques de la part de l’Église et des partis conservateurs qui cherchent à la discréditer. En 1905, elle obtient une bourse du ministère de l'Instruction publique pour étudier les systèmes éducatifs d'autres pays, elle voyage pendant près d'un an en France, en Italie et à Monaco. 
En 1907, elle est admise à l'Asociación de la Prensa de Madrid (es) avec Consuelo Álvarez Pool. Elles sont les deux premières femmes journalistes à intégrer une rédaction, Carmen de Burgos dans celle du journal Heraldo de Madrid, et Consuelo Álvarez dans celle de El Pais, diario republicano-progresista.
Durant le régime franquiste, elle fit partie de la liste des auteurs mis à l'index, ses ouvrages - interdits - étant retirés des bibliothèques et librairies en Espagne.